# Vezdemarbán
Vezdemarbán è un comune spagnolo di 665 abitanti situato nella comunità autonoma di Castiglia e León.